# Grenzschutzgruppe
Eine Grenzschutzgruppe (GSG) war ein Verband des Bundesgrenzschutzes in Deutschland. Sie hatte eine Stärke von 1.400–2.050 Mann und wurde von einem Oberst im BGS bzw. nach der Dienstrechtsreform von einem Leitenden Polizeidirektor im BGS geführt. Die Grenzschutzgruppe entsprach einem Regiment bei der Bundeswehr.
Den Grenzschutzgruppen waren jeweils drei bis vier Grenzschutzabteilungen (entsprach einem Bataillon) unterstellt. Bis zum 1. Juli 1976 waren die Gruppen durchnummeriert. Zu diesem Zeitpunkt bestanden neun Gruppen. Die Grenzschutzgruppe 9 war keine reguläre Grenzschutzgruppe, sondern eine polizeiliche Spezialeinheit. Später wurde die Zahl der Grenzschutzgruppen auf sechs verringert und die Gruppen mit Buchstaben bezeichnet (Süd, Mitte, Nord, Küste und H für die Grenzschutzfliegergruppe). Die Grenzschutzgruppe 9 behielt ihre Bezeichnung wegen der allgemeinen Bekanntheit des Namens und dem damit verbundenen positiven Image nach der erfolgreichen Geiselbefreiung bei der Entführung des Flugzeugs „Landshut“ in Mogadischu 1977. Die Grenzschutzgruppen wurden, bis auf die Grenzschutzgruppe 9, in den 1990er Jahren aufgelöst.